# Paratriticites
Paratriticites es un género de foraminífero bentónico considerado un sinónimo posterior de Triticites de la subfamilia Schwagerininae, de la familia Schwagerinidae, de la superfamilia Fusulinoidea, del suborden Fusulinina y del orden Fusulinida. Su especie tipo era Paratriticites jesenicensis. Su rango cronoestratigráfico abarcaba desde el Moscoviense (Carbonífero superior) hasta el Lopingiense (Pérmico superior).

## Discusión
Clasificaciones más recientes incluirían Paratriticites en la superfamilia Schwagerinoidea, y en la subclase Fusulinana de la clase Fusulinata. Otras clasificaciones lo han incluido en la subfamilia Triticitinae de la familia Triticitidae.

## Clasificación
Paratriticites incluía a las siguientes especies:
- Paratriticites croaticus †
- Paratriticites jesenicensis †